# نظام كاسر عاكس

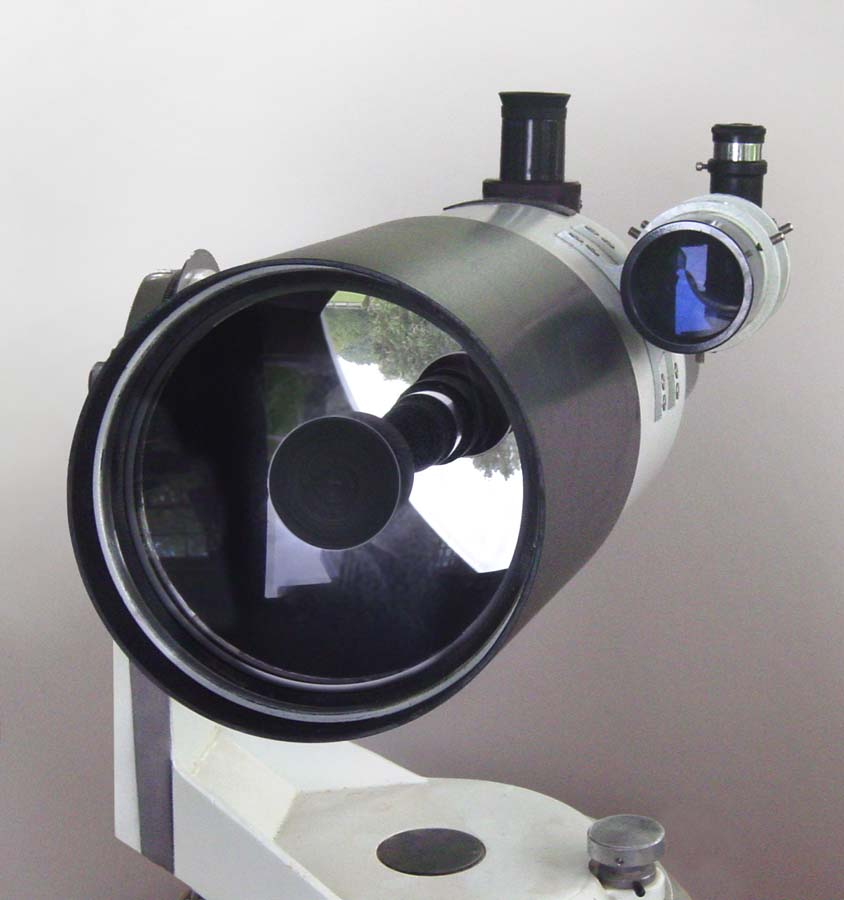
بؤرة مقراب كاسر عاكس مقاس 150 ملم (مكسوتوف)

النظام الكاسر العاكس هو أحد أنظمة الانكسار والانعكاس المدمجة في أي نظام بصري، وعادة ما يكون عن طريق عدسات (علم انكسار الضوء) ومرايا مقعرة (علم المرايا). وتستخدم التوافقات الانعكاسية الانكسارية في أنظمة التركيز مثل ضوء الكشافات والمصابيح الأمامية وأنظمة تركيز إضاءة المنارة والتلسكوبات البصرية والمجاهر وعدسات التصوير المقربة. ويشار أيضًا إلى غيرها من الأنظمة البصرية التي تستخدم العدسات والمرايا باسم «انعكاسي انكساري» مثل مجسات المراقبة الانعكاسية الانكسارية.

## الأنظمة الكاسرة العاكسة البدائية
استخدمت التوافقات الانعكاسية الانكسارية في العديد من الأنظمة البصرية البدائية. ففي العشرينيات من القرن التاسع عشر، طور أوغستان-جان فريسنل (Augustin-Jean Fresnel) العديد من العواكس للمنارة الانعكاسية الانكسارية. وفي عام 1859، طور ليون فوكالت (Léon Foucault) المجهر الانعكاسي الانكساري أيضًا لمواجهة الزيوغ الناتجة عن استخدام العدسة في التقاط صور الأهداف بطاقة عالية. وفي عام 1876 اخترع المهندس الفرنسي، إية مانغين (A. Mangin)، ما سمي بـ مرآة مانغين، وهي عبارة عن زجاج عاكس مقعر ذات سطح فضي على الجانب الخلفي من الزجاج. يحتوي سطحان من أسطح العاكس على أنصاف أقطار مختلفة يعملان على تصحيح زيغ المرآة الكروية. حيث يمر الضوء من الزجاج مرتين، مما يجعل عمل النظام ككل مثل عدسة ثلاثية. وقد استخدمت مرايا مانغين في المنارات التي تنتج تقريبًا أشعة صحيحة متوازية. ويستخدم العديد من التلسكوبات الانعكاسية الانكسارية العدسات السلبية مع الطبقة العاكسة في الجانب الخلفي الذي يشار إليه بـ «مرايا مانغين»، وعلى الرغم من ذلك فلا تعتبر عدسات شيئية أحادية العنصر مثل مانغين الأصلي وحتى بعض اختراعات مانغين المؤرخة بتواريخ سابقة.

## التلسكوبات الكاسرة العاكسة
التلسكوبات الانعكاسية الانكسارية هي عبارة عن تلسكوبات بصرية تجمع تحديدًا بين المرايا المشكّلة والعدسات التي تشكل الصورة. وعادةً ما يتم ذلك بحيث يمكن للتلسكوب عمومًا تصحيح الخطأ بدرجة أكبر عن مثيلتها من عدسات أو مرايا التلسكوبات البصرية وتبعًا لذلك الزيوغ الأوسع لـ مجال الرؤية الطلق. ومن الممكن أن يكون لتصميماتها هذه أسطح كروية بسيطة ويمكن الاستفادة من المسار البصري المطوي الذي يقلل من تعقد التلسكوب، مما يجعله أسهل في التصنيع. وهناك أنواع عديدة تستخدم «أجهزة التصحيح»، وهي عدسة أو مرآة مقعرة في النظام البصري المكون للصورة المجمّع، ولذلك يمكن تصحيح زيوغ عنصر الانعكاس أو الانكسار التي تنتجه مثيلاتها.

### العدسات الكاسرة العاكسة المركبة
العدسات المركبة البصرية هي أقرب نوع للتلسكوب الانعكاسي الانكساري. وتتكون تلك العدسات من عدسة شيئية عاكسة أحادية العنصر مركبة مع العدسة السلبية المطلي ظهرها بالفضة (المشابهة لمرآة مانغين). وكان أول تلك التلسكوبات هو تلسكوب هاميلتون الذي حصل على براءة اختراع من قبل دبليو إف هاميلتون عام 1814. في حين تم تصميم التلسكوب الطبي سكوبمان من قبل أخصائي البصريات الألماني لودفيج تشوبمان (Ludwig Schupmann) بالقرب من نهاية القرن التاسع عشر لوضع المرآة البصرية خلف بؤرة التركيز الأساسية لتلسكوب الانكسار وإضافة عدسة تصحيح/تركيز ثلاثية إلى النظام.

### أجهزة تصحيح فتحة العدسة الكاملة
هناك عدة تصميمات للتلسكوب للاستفادة من وضع العدسة ذات القطر الكامل (تسمى عمومًا بـ «مصحح البؤرة») وتوجد في مقدمة المرآة الكروية الأساسية. ويمكن الاستفادة من تصاميم جميع الأسطح التي تبدو «متماثلة كرويًا» والتي اخترعت في الأساس لابتكار أنظمة بصرية ذات معدل بؤري أسرع (مجالات الرؤية واسع) مع قليل من الزيغ أو اللابؤرية لاستخدامها مثل كاميرات الراسمة الفلكية. وتعمل عن طريق الربط بين قدرة المرآة الكروية لعكس الضوء مرة أخرى إلى نفس النقطة من خلال عدسة كبيرة في الجزء الأمامي للنظام (المصحح) الذي يحدب الضوء القادم بعض الشيء، والسماح للمرآة الكروية بالالتقاط الأهداف في اللانهاية حيث تم التكيف مع بعض تلك التصاميم لإنشاء تلسكوب كاسيجرين صغير الحجم ذي الطول البؤري الكبير.

#### مصحح البؤرة شميدت
يعتبر المصحح شميدت، هو أول مصحح بؤرة ذات قطر كامل، استخدم في بيرنهارد شميدتعام 1931 كاميرا شميدت. كاميرا شميدت هي مجال واسع لتلسكوب التصوير الفوتوغرافي، إضافة إلى مصحح البؤرة الموجود في مركز احتداب المرآة الأساسية، التي تنتج صورة تركز على التجمع داخل الأنبوبة التي يركّب فيها مصحح شريط التصوير أو الكاشف المقعر. وتسمح نحافة المصحح وخفة وزنه النسبية بتركيب كاميرات شميدت ذات أقطار تصل إلى 1.3 مترًا. حيث يأخذ شكل المصحح المعقد عدة عمليات للبدء بجزء مسطح من الزجاج الضوئي ووضع الفراغ على جانب واحد منه حتى يتم تقوس القطعة كاملة ومن ثم سحق الجانب الآخر المسطح وتلميعه لتحقيق الشكل الدقيق المطلوب لتصحيح الزيغ الكروي الذي تسبب عن طريق المرآة الأساسية. وقدم التصميم نفسه للعديد من بدائل شميدت.
الأنواع الفرعية الشائعة

طريق الضوء في شميدت-كاسيجرين

- تلسكوبات شميدت-كاسيجرين من التصاميم التجارية الشائعة في سوق علم فلك الهواة، [7] وذات الإنتاج الضخم منذ الستينيات من القرن العشرين. حيث استبدل هذا التصميم شريط كاميرا شميدت صاحب مرآة كاسيجرين الثانوية في صنع المسار البصري المطوي مع الطول البؤري البصري ومجال الرؤية الضيق.

#### هيكل مصحح العدسة المقعرة
حدثت فكرة استبدال مصحح البؤرة شميدت بالتصنيع السهل للبؤرة الكاملة للعدسة المقعرة (هيكل مصحح العدسة المقعرة) لابتكار تلسكوب واسع المجال، على الأقل لأربعة مصممين ضوئيين في أوروبا التي مزقتها الحروب في بداية الأربعينيات من القرن العشرين، ومن بينهم ألبرت بويورز عام (1940) ودميتري دميتريفيك مكسوتوف (1941) وكيه بينينج ودنيس غابور (1941). ويتم الاحتفاظ وقت الحرب بسرية هؤلاء المخترعين وعدم معرفة تصاميم بعضهم البعض، والتي تؤدي إلى جعل كل اختراع مستقل عن غيره. وقام ألبرت بويورز ببناء نموذج مبدئي لـ تلسكوب العدسة المقعرة في أغسطس لعام 1940 وحصل على براءة الاختراع في عام 1941. حيث استخدمت عدسة كروية مقعرة متحدة المركز للتناسب فقط مع كاميرا فلكية أحادية اللون. وأضاف في التصميم الحديث سترة لاصقة لتصحيح الزيغ اللوني. وقام أيضًا دميتري مكسوتوف ببناء نموذج مبدئي مشابه لنموذج تلسكوب العدسة المقعرة، وتم بناء تلسكوب مكسوتوف في أكتوبر لعام 1941 وحصل على براءة الاختراع في نوفمبر من العام نفسه. حيث قام تصميمه بتصحيح الزيغ الكروي واللوني من خلال وضع مصحح عدسة مقعرة ضعيفة ذات شكل سلبي أقرب إلى المرآة الأساسية.
الأنواع الفرعية الشائعة

طريق الضوء في تلسكوب العدسة المقعرة (مكسوتوف-كاسيجرين)

- تلسكوبات مكسوتوف-كاسيجرين هي أكثر التصميمات المشاهدة شيوعًا والتي تستخدم مصحح العدسة المقعرة، ويعتبر كبديل لتلسكوب مكسوتوف. ويُكون «بقعة» فضية ثانوية على المصحح حيث توجد أطوال بؤرية طويلة لكنها تكون مدمجة في (المسار الضوئي المطوي) التلسكوب ذات مجال الرؤية الضيق. وظهرت فكرة هذا التصميم في ملاحظات ديمتري مكسوتوف عام 1941 والتي وضعت أصلاً في التصاميم التجارية على يد لورانس برايمير (شركة كويستار، 1954) وجون غريغوري (1955 الذي حصل على براءة اختراع[11]). وأدى اندماج مصحح العدسة المقعرة مع البقعة الفضية الثانوية إلى انخفاض مستوى صيانة وبناء الأدوات الحساسة مثل تلسكوبات مكسوتوف-كاسيجرين منذ أن كان يتم إغلاقها وتثبيتها بالهواء في محاذاة (ضوء كوليماتيد).

### أجهزة تصحيح فتحة العدسة الفرعية

طريق الضوء في تلسكوب أرجينوف كاسيجرين

في تصميم مصحح البؤرة الفرعية، عادة ما تكون عناصر المصحح في مركز الهدف الأكبر من ذلك بكثير. ومن الممكن أن تكون هذه العناصر عدسات ومرايا، ولكن منذ انضمام الأسطح المتعددة، فمن الممكن أن يكون تحقيق تصحيح جيد للزيغ في هذه الأنظمة أمرًا معقدًا للغاية. أمثلة عن مصحح البؤرة الفرعية للتلسكوبات البصرية التي تشتمل على تلسكوب أرجينوف-كاسيجرين وتلسكوب كلفستوف-كاسيجرين ومصحح البؤرة الفرعية لتلسكوبات مكسوتوف، التي تستخدم كـ «مرآة ثانوية» في المجموعة الضوئية التي تتكون من عناصر العدسات وفي بعض الأحيان مرايا تم تصميمها لتصحيح الزيغ.

## العدسات الكاسرة العاكسة المستخدمة في التصوير الضوئي
هناك عدة أنواع من الأنظمة الكاسرة العاكسة تستخدم في العدسات الفوتوغرافية وتعرف بدلاً من ذلك بـ العدسات البصرية (مركز للتقنيات البديلة) أو عدسات الانعكاس أو عدسات المرايا. وتستخدم هذه العدسات بعض أشكال تصميم كاسيجرين مما يقلل إلى حد كبير الطول الفيزيائي للمجموعة الضوئية، ويكون جزئيًا من خلال طي المسار الضوئي، ولكن في الغالب من خلال تأثير الفوتوغرافية على المرآة الثانوية المحدبة التي تضاعف الطول البؤري عدة مرات (تصل من 4 إلى 5 مرات). هذا من شأنه ابتكار عدسات ذات طول بؤري من 250 ملم وحتى أو أكثر من 1000 ملم والتي هي أقصر بكثير ومدمجة أكثر من بعيدة البؤرة الخاصة بهم أو مثيلتها من عدسات التصوير المقربة. إضافة إلى ذلك، يعتبر الزيغ اللوني مشكلة كبيرة لعدسات الانعكاس بعيدة البؤرة، والزيغ خارج المحور ومشكلة كبيرة أيضًا مع التلسكوبات العاكسة، والمنعزلة تقريبًا بصورة كاملة من خلال النظام الانعكاسي الانحساري، الذي يجعل الصورة التي ينتجها ملائمة لملء المستوى البؤري الكبير للكاميرا.

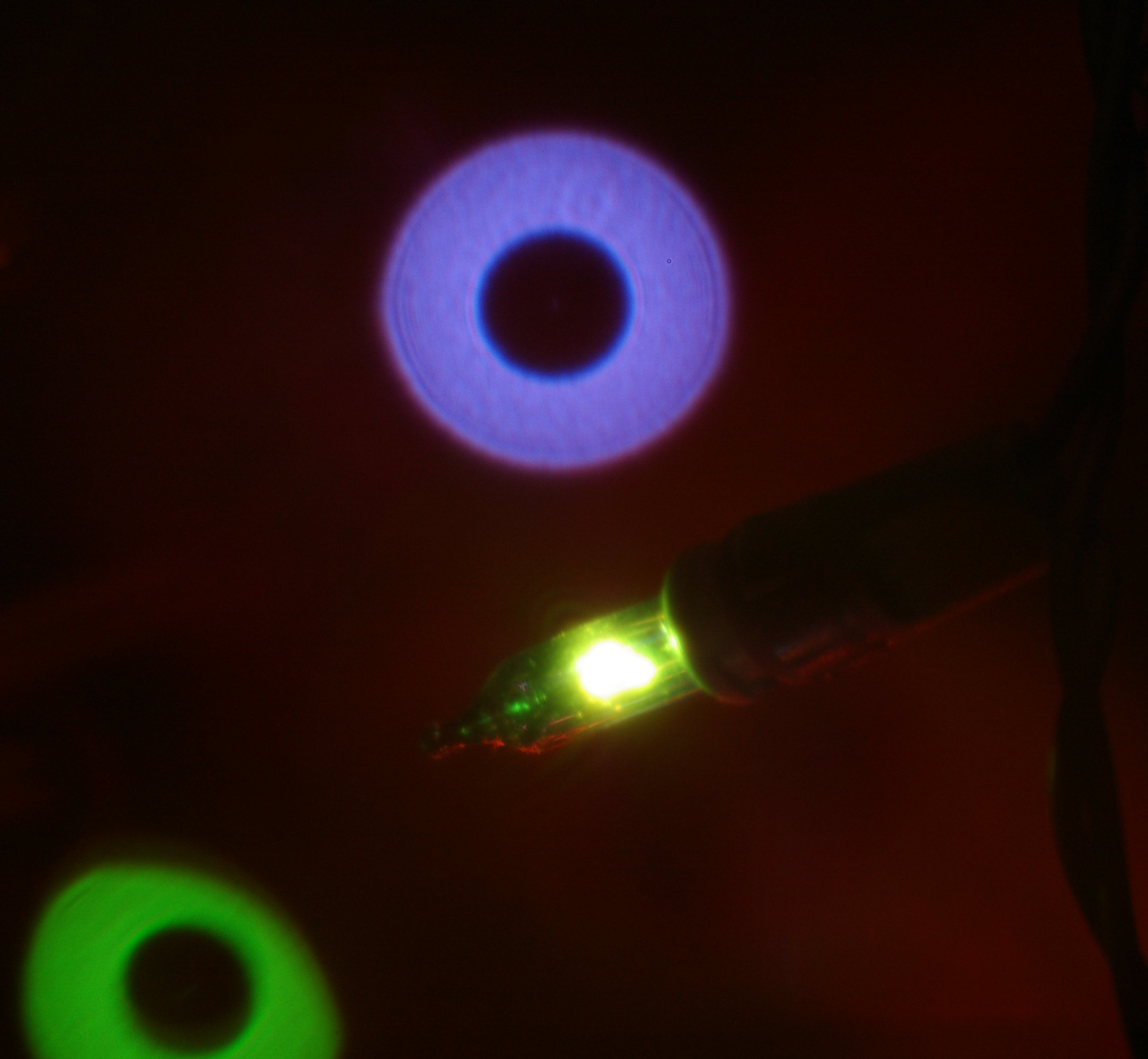
مثال عن "غشاوة القزحية" أو بوكيه bokeh التي أنتجت عن طريق العدسة الانعكاسية الانكسارية، خلف ضوء التركيز.

ورغم ذلك، توجد بالعدسات الانعكاسية الانكسارية عيوب عديدة. وفي الحقيقة توجد لديهم وسائل إعاقة مركزية لا يمكنهم استخدامها للتكيف مع الحاجز للتحكم في انتقال الضوء. وهذا يعني أن قيمة أحجام فتحات العدسات ثابتة في إجمالي عدد البؤر المصممة في النظام البصري (يقسم قطر المرآة الرئيسي حسب الطول البؤري). وعادة ما يتم التأقلم مع الاكتشاف من خلال وضع مرشحات الكثافة المحايدة في مقدمة العدسة أو مؤخرتها. حيث أظهر تعديل وظائف النقل التابعة لهم تباين منخفض عند انخفاض الترددات الفراغية. وأخيرًا، فإن السمة الأكثر بروزًا هي الشكل المستدير للمناطق المتبائرة من الصورة، والتي تكون شكلاً حلقيًا لـ «غشاوة القزحية» أو بوكيه، الناتج عن شكل بؤبؤ الدخول.
أنتجت العديد من الشركات عدسات بصرية طيلة الجزء الأخير من القرن العشرين. نيكون (تحت اسم مرآةنيكور وبعد ذلك عاكسنيكور) وكانون؛ حيث قامت كلتا الشركتين بعرض عدة تصاميم، مثل 500 ملم 1:8 و1000 ملم 1:11. في حين قامت الشركات الأصغر مثل إف إي تامرون (Tamron) وساميانج (Samyang) وفيفيتار (Vivitar) وكذلك أوبتكا (Opteka) التي قامت بعرض إصدارات عديدة تحمل تلك العلامات التجارية مع الثلاث شركات الأخيرة اللاتي لا تزال تنتج عددًا من العدسات البصرية حتى يتم تفعيلها للاستخدام في كاميرات النظام الحديث. ومع ذلك، فمن أكبر الشركات الحالية المصنعة، هي شركة سوني فقط (مينولتا سابقًا) التي عرضت عدسة بصرية عاكسة انكسارية بقطر 500 ملم تستخدم فقط لمجموعة كاميرات ألفا التابعة لها. وقد تميزت عدسة سوني بأنها هي العدسة العاكسة الوحيدة التي صنعتها العلامة التجارية الرئيسية لتظهر التركيز التلقائي (بصرف النظر عن مطابقة عدسة مينولتا-المصنوعة والتي سبقت إنتاج سوني)

### معرض صور العدسات الانعكاسية الانكسارية

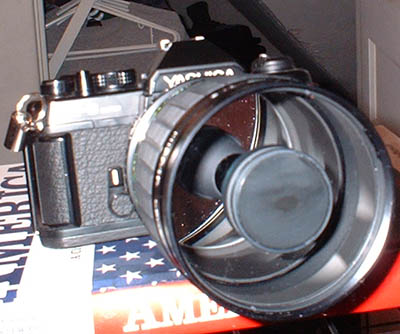
عدسة انعكاسية انكسارية بقطر 500 ملم مركبة على كاميرا Yashica FX-3